# Matão
Matão – miasto i gmina w Brazylii, w stanie São Paulo. Znajduje się w mezoregionie Araraquara i mikroregionie Araraquara.
W mieście ma siedzibę klub piłkarski SE Matonense.